# Ancienne gendarmerie de Saint-Pierre
L'ancienne gendarmerie de Saint-Pierre est un bâtiment public de l'île de La Réunion, département d'outre-mer français dans le sud-ouest de l'océan Indien. Situé au 2 rue de la Gendarmerie, dans le centre-ville de Saint-Pierre, il servait autrefois de gendarmerie et abrite désormais des services municipaux. Il est inscrit à l'inventaire des monuments historiques depuis le 12 janvier 2006,.